# Fateless – Roman eines Schicksallosen
Fateless – Roman eines Schicksallosen ist der Titel einer 2005 inszenierten internationalen Co-Produktion, die auf dem Roman eines Schicksallosen des Literaturnobelpreisträgers Imre Kertész basiert. Das Drehbuch hatte Kertész selbst verfasst (2001; dt. Schritt für Schritt, 2002). Die Handlung erzählt die Odyssee eines jüdischen Jungen durch mehrere deutsche Konzentrationslager. Es handelt sich um das Regiedebüt des preisgekrönten Kameramanns Lajos Koltai. Der Film wurde von den Gesellschaften Cinema Soleil, EuroArts Entertainment, H2O Motion Pictures, Hungarian Motion Picture Ltd., Magic Media Inc. und Renegade Films produziert.
Der Film feierte seine Uraufführung am 8. Februar 2005 im Rahmen des Hungarian Film Festivals. Im selben Jahr erhielt Koltais Regiearbeit eine Einladung in den Wettbewerb der 55. Internationalen Filmfestspiele Berlin. Der reguläre Kinostart in Deutschland erfolgte am 2. Juni 2005.

## Handlung
György ist 14 Jahre alt und wächst zusammen mit seinem Vater und seiner Stiefmutter in Budapest auf. Eines Tages ereilt seinen Vater dasselbe Schicksal wie viele jüdische Männer – sie werden als Arbeitskräfte rekrutiert und werden nach Nazideutschland deportiert. György muss nun für das wirtschaftliche Überleben der Familie sorgen und muss täglich mit dem Bus in eine Fabrik fahren, um dort als Maurer zu arbeiten. Doch eines Tages wird der Bus von einem ungarischen Gendarm gestoppt, der die jüdischen Fahrgäste, darunter auch György, zwingt, aus dem Bus zu steigen. Die Juden werden in einen nahe gelegenen Pferdestall gebracht. Binnen weniger Wochen werden die Gefangenen in Viehwagen gezwängt und mit unbekanntem Ziel verschleppt. Györgys erstes Ziel ist ein Ort namens Auschwitz-Birkenau, wo er sich um zwei Jahre älter macht und auf diese Weise die Selektion überlebt. Mit anderen etwa gleichaltrigen Jungen wird er zunächst in das Konzentrationslager Buchenwald und dann nach Zeitz deportiert. Hier lernt er den ebenfalls aus Ungarn stammenden Häftling Bandi Citrom kennen. Zwischen dem Jungen und dem etwas älteren jungen Mann entwickelt sich eine Art von Freundschaft, da sie sich gegenseitig Mut zusprechen, das Konzentrationslager zu überleben, und die Hoffnung haben, wieder auf den Straßen Budapests spazieren zu gehen. Infolge der harten Arbeit in einer Fabrik, in der Straßenbeläge angefertigt werden, wird Györgys Durchhaltewillen fast zerbrochen. Sein Knie entzündet sich, worauf er aufs Krankenrevier geschickt wird. Als die Lage Deutschlands immer aussichtsloser erscheint, wird György, schon halb tot, in einem Transport wieder nach Buchenwald gebracht. Im Buchenwalder Krankenrevier erlebt er die Befreiung durch die US-Truppen. Schließlich kehrt György nach Budapest zurück. Hier muss er erfahren, dass sein Vater im KZ Mauthausen ums Leben gekommen ist und seine Stiefmutter einen Ungarn geheiratet hat, um so zu überleben. Als er den Daheimgebliebenen von seinen Erlebnissen im Lager berichtet, stößt er auf eine unüberwindliche Abwehr – offenbar wollen sie lieber ihre eigenen, klischeehaften Vorstellungen behalten.
Wie schon in der Romanvorlage ist es wesentlich, dass die Bedeutung des Werks sich nicht in der wörtlichen Handlung erschöpft. In einem Interview von 2005 betont Kertész: „Wir wollten keinen Holocaust-Film drehen.“ Etwa legen Kertész‘ frühe Arbeitsnotizen zum Roman nahe, dass der Arbeitsdienst eine Allegorie für Kertész‘ exemplarische „Arbeit an sich selbst“ ist. Mit dieser unterscheide er sich vom zeittypischen „funktionalen Menschen“, der sich ideologisch leiten lässt und so das „existenzielle Erlebnis seines Lebens“ versäumt, respektive „ohne eigenes Schicksal“ bleibt. Als Schriftsteller sehe er sich dagegen als jemand, der seine persönlichen Erlebnisse in eigener Verantwortung zu deuten versucht, also „die Sprache und die fertigen Begriffe nicht akzeptiert. Am Anfang ist er, glaube ich, einfach nur dumm, dümmer als all die anderen, die alles sofort verstehen. Dann beginnt, er zu schreiben, wie jemand, der von einer schweren Krankheit genesen und seinen Wahn bezwingen will.“ Die „Arbeit an sich selbst“ ist dabei als Referenz auf Thomas Mann erkennbar, die Aneignung des persönlichen Schicksals in einem Prozess der Genesung deutet ferner auf Immanuel Kants Kritik des Fatalismus respektive der „faule[n] Vernunft“. Der eigentliche Gegenstand ist also eher philosophischer als historischer Natur, was auch die aufreizend distanzierte Darstellung verständlich macht. Gerade die provokante Ästhetik des Films (die in der Presse viel kritisiert wurde) kann den Zuschauer zu weiterem Nachdenken veranlassen und ggf. zu der Einsicht führen, „dass sich hinter der so anstößig vorgetragenen wörtlichen Erzählung eine weitere verbirgt, auf die es letztlich ankommt“.

## Hintergrundinformationen
Mit einem Produktionsbudget von 12 Millionen US-Dollar, etwa 2,5 Milliarden Forint, zählt Fateless zum teuersten je in Ungarn produzierten Spielfilm. Auch ist es der erste ungarische Film, der im Breitbildformat gedreht wurde. Gedreht wurde ausschließlich in Ungarn, darunter in Budapest, Dunaújváros, Fót, Paks und Piliscsaba. Die Dreharbeiten, die Mitte Dezember 2003 begannen, mussten im Februar 2004 unterbrochen werden, da ein Produzent die Dreharbeiten verließ. Nur dem ungarischen Produzenten Andras Hamori ist es zu verdanken, dass der Film ab Mai 2004 weiter gedreht werden konnte, und die Dreharbeiten so Ende Juni 2004 zum Abschluss gebracht werden konnten. Für die jugendliche Hauptrolle wurden 4000 Jungen gecastet, ehe man auf Marcell Nagy stieß, der bei den Dreharbeiten erst 13 Jahre alt war.
Für die Romanadaption zeichnete Imre Kertész mit Schritt für Schritt (2001) selbst verantwortlich, nachdem ihm die vorgelegten Drehbücher nicht gefallen hatten. Ebenso stand er seit Beginn des Filmprojekts 2003 im engen Kontakt mit dem Regisseur Koltai, worüber Kertész‘ Tagebücher und ein Interview mit Koltai Auskunft geben.

## Kritiken
In den deutschsprachigen Feuilletons wurde der Film mit wenigen Ausnahmen schlecht aufgenommen. Hierzu erklärt Kertész in einem Interview von 2005, diese „negative Kritik“ sei für ihn „unerwartet“ gekommen. Er sei von ihr zwar „nicht beleidigt“, könne sie aber „nicht wirklich verstehen“: „Sie rührt meiner Ansicht daher, dass die Kritiker das ganze Filmprojekt nicht verstanden haben. Sie gehen halt immer von dem Roman aus. Aber der Roman ist was Sprachliches, er hat seine eigene Kunst. Die Sprache des Romans kann man nicht einfach so übertragen in ein anderes Medium.“ Im Tagebuch notiert er, einen Tag nach der Präsentation des Films auf der Berlinale: „Schlechte Presse. Die Freude der deutschen Zeitungen, mir endlich mal einen Tritt verpassen zu können. Die Schonzeit ist vorüber. Interessant, wie ruhig ich es aufnehme. Halb so viel Hass und Unkorrektheit auf Ungarisch hätte mich schon zur Raserei gebracht.“
Michael Kohler (film-dienst) bemerkte, dass Koltai sein Handwerk als Kameramann verstehe, doch um des Stoffes hätte es mehr bedurft. Jede Episode sei beim Regisseur „nicht viel mehr als eine mit historischen Insignien ausstaffierte Filmbühne, jeder Ort eine beliebige Ansichtspostkarte des Unvorstellbaren“. Der Film sei „missglückt“.
Die Frankfurter Allgemeine Zeitung bezeichnete die Berlinale-Aufführung als „ein unendlich trauriges Ereignis“. Dem Film gelinge es nicht, „auch nur ein wenig Empathie zu wecken statt einzig Ärger“. Die Kinobilder seien beschämend banal, harmlos. Die Filmmusik von Ennio Morricone ziehe „diese Elendsattrappe vollends ins Bodenlose“.
Die Welt bemerkte in ihrer Kurzkritik, dass der Film beweise, dass der Roman nicht verfilmbar sei. Je näher György dem Lager komme, je schwarz-weißer die Farben werden, desto mehr verliere Koltai die Perspektive aus den Augen. Der Film sei ein „Hollywood-Holocaust-Film“. Die Musik Ennio Morricones wurde als „unerträglich gefühlsbombastische Musik“ beschrieben, die ans „Perverse“ grenze.
Gerrit Bartels (die tageszeitung) wies in seiner Kritik der Berlinale-Aufführung auf die „dräuend-kitschige“ Musik Morricones hin. Viele Figuren aus den Konzentrationslagern hätten „stereotypen Charakter, den man aus anderen Holocaust-Filmen“ kenne – „der schmallippige deutsche Aufseher, der knuffige Häftling, das Kämpferherz etc.“. Dennoch bewunderte Bartels die Farbgestaltung des Films.
Iris Radisch (Die Zeit) bezeichnete Fateless in ihrer Kritik zum deutschen Kinostart als „Große KZ-Oper“. Es sei ein „peinlicher Film“. Die Darsteller würden zum Pathos neigen. Im Konzentrationslager beginne der „Kitsch“: „Hier entfernt sich der Film von allem, was er erzählen will, dem Helden, seinen Gefühlen, den Menschen um ihn herum, und hebt ab in gestylte Panoramen, Lichtinstallationen, Genrebilder, Choreografien.“ Laiendarsteller Marcell Nagy könne nicht den Leidensweg der Figur darstellen.
Ekkehard Knörer ließ in seiner Kritik bei Jump Cut zwar das von Kertész verfasste „Drehbuch“ gelten, fand aber, der Regisseur Koltai gehöre „für das, was er mit ‚Fateless‘ angerichtet hat, verprügelt“. Unter seiner Regie sei ein „Film der kitschig-schönen Bilder“ entstanden, untermalt „mit der schwelgerisch elegischen Musik von Ennio Morricone, der immer schon alles vertont hat, was ihm vor die Feder kam, vom Softporno zum Holocaust. Klingt alles ähnlich. Dank Lajos Koltai sieht es jetzt auch ähnlich aus.“
US-amerikanische Kritiker bewerteten Fateless weitaus positiver. A. O. Scott (The New York Times) hob die visuelle Schönheit des Films hervor, die aber auch etwas „verwirrend“ sei. Fateless weise eine „frappierende Frische“ auf, Morricones Musik sei „bombastisch“. Kevin Crust (Los Angeles Times) pries den Film als „vorzüglichen Beitrag zum Holocaust-Kanon“. Koltai habe ein „großartiges Gemälde von der Menschlichkeit“ „in erzwungenen unmenschlichen (...) Strukturen“ geschaffen. Der Film sei „nicht einfach eine weitere Version derselben Geschichte“. Ann Hornaday (The Washington Post) bemerkte, dass Fateless ein außergewöhnlicher Film sei, ein Werk von wenigen Worten, eine weise, „visuell elegante Meditation“ über das Vagabundieren von Böse und Gut. Der Film sei „peinlich genau komponiert und gefilmt“.

### Auszeichnungen
- 2005: Camerimage: Goldener Frosch: Gyula Pados
- 2005: Copenhagen International Film Festival: Goldener Schwan für die Beste Kamera: Gyula Pados

### Nominierungen
- 2005: Internationale Filmfestspiele Berlin: Nominierung, Goldener Bär: Lajos Koltai
- 2005: Europäischer Filmpreis: Beste Kamera: Gyula Pados
- 2005: Europäischer Filmpreis: Beste Musik: Ennio Morricone

Zwar wurde der Film von ungarischer Seite als Kandidat für den Auslandsoscar für die Verleihung 2006 eingereicht, kam jedoch nicht unter die Nominierten.